# Покушение в Сараево (фильм)
«Покушение в Сараево» — совместный югославско-чехословацко-немецкий исторический художественный фильм режиссёра Велько Булайича, снятый в 1975 году.
Премьера фильма состоялась 31 октября 1975 года в Югославии, 1 июля 1976 года — в Чехословакии, 23 декабря 1976 года — в Федеративной Республике Германии.

## Сюжет
Историческое киноописание событий, предшествовавших политическому убийству сербским экстремистом эрцгерцога Франца Фердинанда, наследника императорского австро-венгерского престола, в Сараево, столице Боснии и Герцеговины 28 июня 1914 года, и послужившим поводом к началу Первой мировой войны.

## В ролях
- Кристофер Пламмер — эрцгерцог Франц Фердинанд, наследник австро-венгерского престола
- Флоринда Болкан — герцогиня София Гогенберг
- Максимилиан Шелл — Дьюро Шарац
- Ирфан Менсур — Гаврило Принцип
- Фарук Беголли — Неделько Чабринович
- Иван Выскочил — Мухамед Мехмедбашич[серб.]
- Либуше Шафранкова — Елена
- Отомар Корбеларж — император Франц Иосиф І
- Вильгельм Кох-Хоге — Франц Конрад Хётцендорф
- Йиржи Голый — Эрих фон Мерицци
- Нелли Гайерова — графиня Лангус
- Йиржи Кодет — Морсли
- Душан Блашкович
- Рейхан Демирджич
- Бранко Джурич — Данило Илич
- Ханньо Хассе — император Германии Вильгельм II
- Ян Грушински — Трифко Грабеж
- Ханс Клеринг
- Фарук Беголли
- Виктор Маурер
- Шарль Милло
- Богумил Шмида
- Яна Швандова
- Ян Кужелка
- Карел Говорка
- Йиржина Била
- Илона Жироткова
- Эвжен Егоров
- Станислав Гаек
- Зденек Срстка
- Карел Энгель
- Индржих Сейк
- Фердинанд Крута
- Франтишек Немец
- Клара Жерникова
- Отакар Броусек
- Люба Скоржепова
- Зденка Хершак
- Альфред Стрейчек
- Мирослав Джоджевич

## Награды
Фильм был награждён на 23-м Международном кинофестивале в Сан-Себастьяне в 1976 года в номинации «Особое упоминание». Фильм также выдвигался в качестве югославской работы в номинации лучшего фильма на иностранном языке на 48-й кинопремии Оскар, но не был принят в качестве номинанта.